# Jacobi (cràter)
Jacobi és un cràter d'impacte que es troba a les terres altes del sud de la cara visible de la Lluna, al sud-est del cràter Lilius, amb Cuvier al nord-oest i Bacus al nord-est. El cràter té 68 km de diàmetre i 3,3 km de profunditat. És del període Prenectarià, amb una antiguitat compresa entre 4.550-3.920 milions de anys.

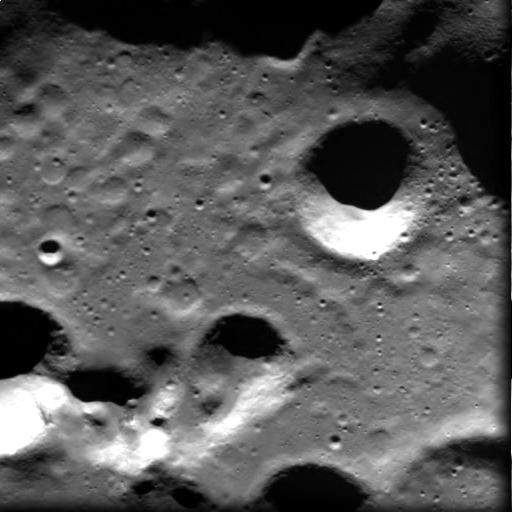
Detall del sòl interior del cràter Jacobi
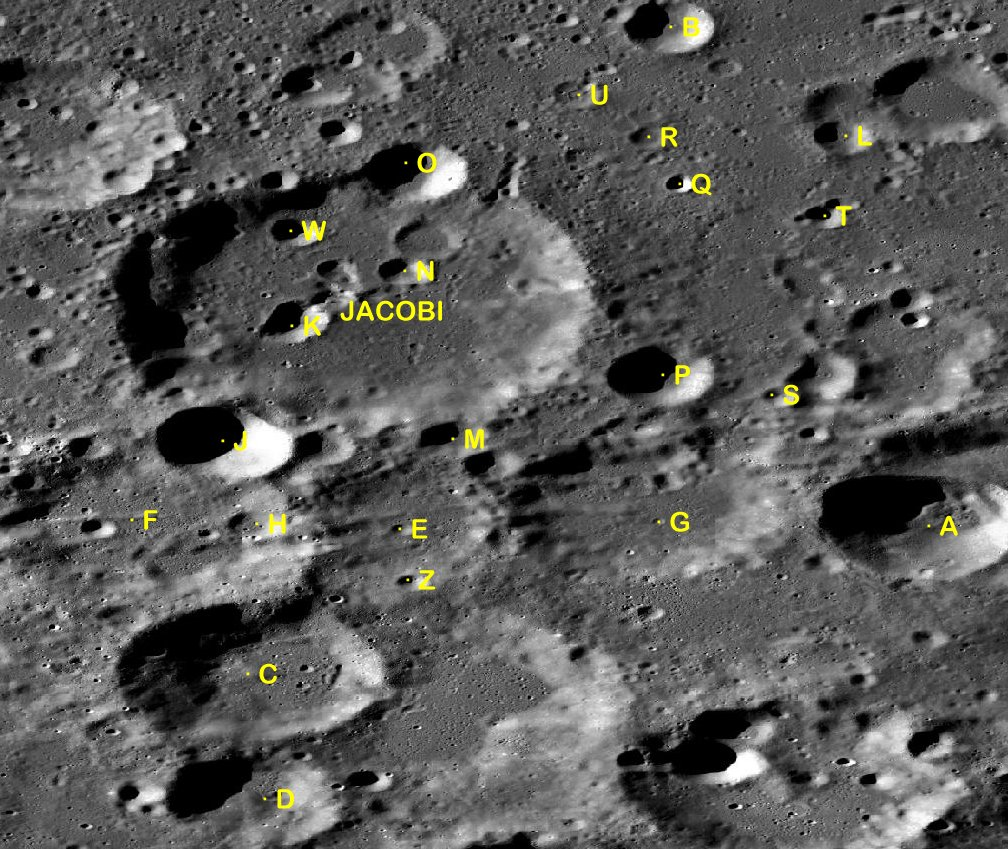
Cràters satèl·lit

Presenta una vora desgastada que és superposada per diversos altres cràters en el seu costat sud, incloent Jacobi J, i una parella de cràters en el seu costat nord. El resultat és una vora exterior que sembla aixafada en les cares nord i sud. El més gran dels cràters a la banda nord, Jacobi O, és membre d'una cadena de cràters que formen una línia de nord-est a sud-oest a través del aspre sòl interior. La part central d'aquesta cadena en particular forma una fusió de diversos diminuts cràters en el punt mig de la plataforma. La resta del sòl és anivellat, potser com a resultat de l'erosió o del dipòsit de materials.
El triplet de cràters solapats (Jacobi F, Jacobi I, i Jacobi G) formen una línia al sud del cràter Jacobi. El cràter deu el seu nom al matemàtic alemany de segle xix Carl Gustav Jakob Jacobi.

## Cràters satèl·lit
Per convenció aquests elements són identificats en els mapes lunars posant la lletra en el costat del punt central del cràter que està més proper a Jacobi.
| Jacobi | Coordenades                          | Diàmetre |
| ------ | ------------------------------------ | -------- |
| A      | 58° 30′ S, 16° 00′ E / 58.5°S,16.0°E | 28 km    |
| B      | 54° 24′ S, 13° 54′ E / 54.4°S,13.9°E | 14 km    |
| C      | 59° 48′ S, 10° 36′ E / 59.8°S,10.6°E | 35 km    |
| D      | 60° 48′ S, 10° 36′ E / 60.8°S,10.6°E | 21 km    |
| E      | 58° 30′ S, 11° 48′ E / 58.5°S,11.8°E | 24 km    |
| F      | 58° 30′ S, 9° 36′ E / 58.5°S,9.6°E   | 42 km    |
| G      | 58° 24′ S, 13° 54′ E / 58.4°S,13.9°E | 42 km    |
| H      | 58° 30′ S, 10° 36′ E / 58.5°S,10.6°E | 9 km     |
| J      | 58° 00′ S, 10° 18′ E / 58.0°S,10.3°E | 19 km    |
| K      | 56° 42′ S, 10° 48′ E / 56.7°S,10.8°E | 9 km     |
| L      | 55° 24′ S, 15° 24′ E / 55.4°S,15.4°E | 9 km     |
| M      | 57° 48′ S, 12° 06′ E / 57.8°S,12.1°E | 10 km    |
| N      | 56° 18′ S, 11° 48′ E / 56.3°S,11.8°E | 8 km     |
| O      | 55° 42′ S, 11° 54′ E / 55.7°S,11.9°E | 17 km    |
| P      | 57° 18′ S, 13° 48′ E / 57.3°S,13.8°E | 15 km    |
| Q      | 55° 48′ S, 14° 00′ E / 55.8°S,14.0°E | 4 km     |
| R      | 55° 18′ S, 13° 48′ E / 55.3°S,13.8°E | 5 km     |
| S      | 57° 30′ S, 14° 54′ E / 57.5°S,14.9°E | 5 km     |
| T      | 56° 00′ S, 15° 12′ E / 56.0°S,15.2°E | 6 km     |
| U      | 55° 00′ S, 13° 12′ E / 55.0°S,13.2°E | 7 km     |
| W      | 56° 00′ S, 10° 48′ E / 56.0°S,10.8°E | 7 km     |
| Z      | 59° 06′ S, 11° 54′ E / 59.1°S,11.9°E | 5 km     |